# Łyżeczka do soli

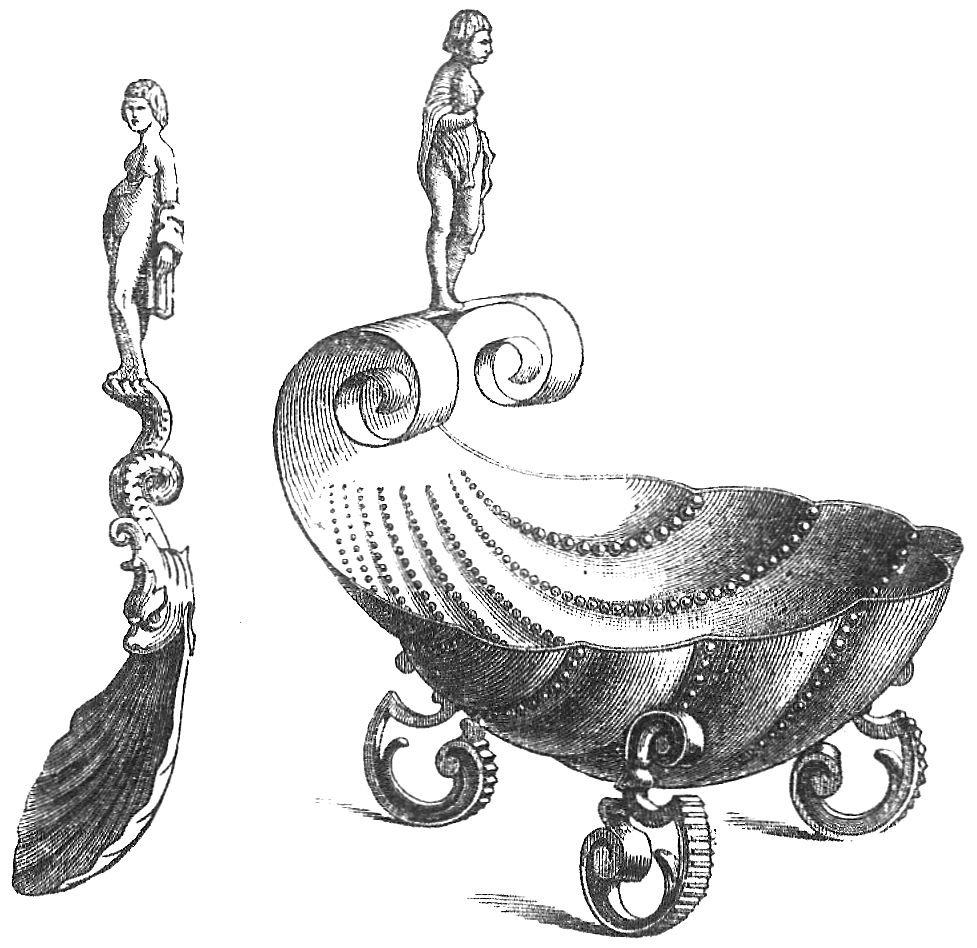
Solniczka otwarta i łyżeczka do soli

Łyżeczka do soli – mała łyżeczka służąca do nabierania soli kuchennej z otwartego naczynia – solniczki. Łyżeczki tego typu wykonywane są z różnych materiałów, m.in. metalu (np. srebra), drewna, szkła, porcelany oraz plastiku. 
W XIX wieku łyżeczki do soli miewały czerpaki okrągłe lub w kształcie np. muszli albo szufelki, a ich długość mieściła się w granicach ok. 7–9 cm. Wnętrza ich czerpaków były zazwyczaj złocone.
Łyżeczki do soli, podobnie jak otwarte solniczki, zostały współcześnie wyparte przez solniczki z otworkami, co sprawia, że łyżeczki do soli stały się przedmiotem zainteresowania przede wszystkim kolekcjonerów.